# 찰스 빅퍼드
찰스 빅퍼드(Charles Bickford, 1891년 1월 1일 ~ 1967년 11월 9일)는 미국의 배우이다.

## 영화
- 술과 장미의 나날 (1962년)
- 언포기븐 (1960년)
- 빅 컨츄리 (1958년)
- 미스터 코리 (1957년)
- 빌리 밋첼의 군사법원 (1955년)
- 스타 탄생 (1954년)
- 일로프먼트 (1951년)
- 라이딩 하이 (1950년)
- 소용돌이 (1949년)
- 조니 벨린다 (1948년)
- 잔인한 힘 (1947년)
- 해변의 여인 (1947년)
- 농부의 딸 (1947년)
- 백주의 결투 (1946년)
- 폴린 엔젤 (1945년)
- 캡틴 에디 (1945년)
- 윙 앤 프레어 (1944년)
- 베르나데트의 노래 (1943년)
- 립 더 와일드 윈드 (1942년)
- 뉴욕으로 간 타잔 (1942년)
- 생쥐와 인간 (1939년)
- 로즈 호바트 (1936년)
- 평원의 사나이 (1936년)
- 리틀 미스 마커 (1934년)
- 안나 크리스티 (1931년)